# Iwan Esseboom
Iwan Esseboom (20 december 1959) is een Surinaams singer-songwriter in de stijlen kaseko en kawina. Hij is bekend om zijn optredens in De Vrolijke Jeugd, Bontjie Stars, The Funmasters, The Cosmo Stars en Esse & Friends. Drie hits waren goed voor een gouden single.

## Biografie

### Suriname
Esseboom groeide op bij een oudere zus. Zij was getrouwd met de musicus Remy Kottie Kortram, waardoor hij opgroeide tussen een schaar aan muziekinstrumenten, zoals verschillende drums, blaasinstrumenten en gitaren. Naast muziekspelen leerde de jongen de instrumenten in elkaar zetten. Toen hij een jaar of zes was, maakte hij van blikjes, plastic en tape zijn eigen drumstel. Op zijn zevende werd hij getroffen door kinderverlamming waar hij een lamme onderarm aan overgehouden heeft. Dit weerhield hem niet om door te gaan in de muziek.

### Nederland
Begin november 1975, enkele weken voor de Surinaamse onafhankelijkheid, verhuisde hij naar Nederland; zijn familie was hem hier al in voorgegaan. Terwijl hij ondertussen leerde voor binnenhuisarchitect en huisschilder, speelde hij in een kawinagroep in het Anton de Komcentrum aan de Stadhouderskade 84 in Amsterdam. Daarna zong hij met Marlène Waal in De Vrolijke Jeugd en vervolgens in de Komtjie Boys. Toen hij zich kort daarna aansloot bij de Bontjie Stars, werd hij dankzij hun carnavalshit  Madiwodo bekend in het artiestencircuit. Dit leverde hem optredens op in revues en andere shows met De Havenzangers, André van Duin en Corrie van Gorp, en optredens in Toppop en Op losse groeven.

### Eigen bands
Rond 1979 richtte hij zijn eigen groep The Funmasters op, waarmee hij twee gouden singles behaalde: Witte visie en Kijk, kijk, wat een mooie meid. De groep sloeg aan onder Surinamers en Antillianen. Ook in Suriname zelf, waar ze in 1980 naartoe gingen voor een tournee. Samen met Conjunto Latinos en The Cosmo Stars behoorden ze in die jaren tot de vooraanstaande artiesten tijdens live optredens. Samen met de laatste trad Esseboom daarna op voor Surinaamse inwoners in Miami en Washington D.C. Ook met The Cosmo Stars had hij een gouden single, getiteld So mi de wan Indji.

#### Witte visie
Het nummer Witte visie is een vrijheidslied dat gaat over het einde van de slavernijperiode. De tekst gaat over de vissoort yaki die weer vrij kan zwemmen. Het is ook een oproep aan Surinamers om terug te keren naar Suriname, omdat het leven in De Bijlmer en Rotterdam in de praktijk niet het paradijs was dat ze hadden verwacht. De inhoud is in het Saramaccaans werd echter niet altijd begrepen, soms zelfs geassocieerd met cocaïne.
Van het nummer verschenen meerdere covers, zoals van Gregor Salto rond 2016, waar Esseboom zelf nauw bij betrokken was. Anders was dat een jaar later bij een versie van de Nederlandse zanger Willem Barth. Deze kreeg op sociale media een negatieve ontvangst. Esseboom reageerde daarentegen: "Muziek is voor iedereen, zie het als een schilderij: je legt de basis en iedereen mag een stukje meeschilderen en het is nooit af."

### Terugkeer
Esseboom volgde zijn eigen advies op uit Witte visie en keerde in 1999 terug naar Suriname. Sindsdien woont hij in Latour in Paramaribo en treedt geregeld op met The Funmasters en Esse & Friends. Voor familiebezoeken en optredens bezoekt hij nog geregeld Nederland.
Esseboom werd meermaals onderscheiden, waaronder in 2018 door Sranan Fosten Fesa als Kasekolegende. De prijs bestond uit een houten kunstwerk in de vorm van een skraki: een grote trom met bekken die in de kaseko wordt gebruikt. Talk Of The Town huldigde hem en Imro Lioe A Njie in 2021 voor hun bijdrage aan de kasekomuziek.